# Foundation for Defense of Democracies
Die Foundation for Defense of Democracies (FDD) ist ein seit dem Jahr 2001 bestehender US-amerikanischer Think Tank mit Hauptsitz in Washington, D.C. Die Schwerpunkte der Organisation liegen in den Bereichen Nationale Sicherheit, Nahostpolitik und Menschenrechtspolitik.

## Gründung und Tätigkeitsfelder
Die Foundation for Defense of Democracies wurde im April 2001 unter dem Namen „Emet“ – hebräisch für „Wahrheit“ – gegründet, mit dem Ziel, „das Image Israels in Nordamerika und das Verständnis der Öffentlichkeit für die israelisch-arabischen Beziehungen durch Bildungsarbeit zu verbessern“. Das Tätigkeitsfeld der FDD weitete sich allerdings nach den Terroranschlägen am 11. September 2001 aus. Die FDD versteht sich eigenen Angaben zufolge als gemeinnützige und parteiübergreifende Stiftung zur Förderung von Pluralismus und demokratischen Werten sowie der Bekämpfung von radikaler Ideologie und Terrorismus.
Die thematische Konzentration liegt auf dem Mittleren Osten, die Iranpolitik, den Nahostkonflikt und den Kampf gegen den Terrorismus. Darüber hinaus befasst sich die FDD mit Themen wie Cyberangriffen und Energiesicherheit. Die FDD ist Herausgeber des Long War Journal, einer Zeitschrift für den Anti-Terror-Kampf.

## Verbindungen zur Politik
Der FDD wird eine Nähe zur Republikanischen Partei und konservativen Kreisen in der US-Politik nachgesagt. In den Medien – insbesondere im politisch linken Spektrum – wird sie in außenpolitischen Fragen zumeist den Falken unter den Denkfabriken zugeordnet. Teilweise wird ihre Ausrichtung als neokonservativ bezeichnet. Mark Dubowitz, der Vorsitzende der Stiftung, war außenpolitischer Berater von US-Präsident Donald Trump.
Die FDD unterstützt laut der New York Times Teile des politischen Programms der israelischen, von Premierminister Benjamin Netanjahu geführten Likud-Partei. Zu den wichtigsten Geldgebern der Organisation gehören laut der New York Times Bernard Marcus, ein Mitbegründer der Baumarktkette Home Depot, der Casino-Milliardär Sheldon Adelson und Leonard Abramson, der Gründer von U.S. Healthcare; alle drei sind Konservative.
Laut Steuererklärung 2017 erzielte die Stiftung Einkünfte von mehr als 13 Mio. US$, meist durch große Einzelspender. So hat Bernard Marcus zwischen 2008 und 2011 der FDD fast 13 Mio. US$ gespendet, gefolgt von Paul Singer mit 3,6 Mio. US$. Die Anschubfinanzierung in den Anfangsjahren der FDD stammte hauptsächlich aus der Familienstiftung von Leonard Abramson, der 1996 seine Firma für 8,6 Mrd. US$ an Aetna verkauft hatte.